# Shadi Ghadirian
 Shadi Ghadirian (persisch شادی قدیریان; * 1974 in Teheran, Iran) ist eine iranische Fotografin. Sie ist international bekannt für ihre Bilder, die das Leben iranischer Frauen kommentieren.

## Leben und Werk
Ghadirian studierte nach dem Abitur 1988 Kunst und Fotografie bei Bahman Jalali an der Azad Art University in Teheran, wo sie einen Bachelor of Arts erwarb. Sie arbeitete im ersten Fotografiemuseum (Akskhaneh Shahr) und leitete die erste iranische Website, die ausschließlich der Fotografie gewidmet war. Sie unterrichtet am Rasame Honar Institute und am Reyhanneh Photographic Institute.
Sie heiratete 2000 den Fotografen Peyman Hooshmandzadeh, der ebenfalls Fotografie an der Azad University studierte.

## Fotoserien
Ghadirian hat bisher neun Fotoserien mit den Titeln Miss Butterfly, Nil Nil, Be Colorful, Like Every Day, Qajar, Ctrl+Alt+Delete, My Press Photo, Out of Focus und West by East produziert. Diese Serien versuchen, die Probleme aufzuarbeiten und aufzudecken, mit denen Frauen konfrontiert sind, wenn sie im heutigen Iran leben, und gleichzeitig die Komplexität negativer Stereotypen ans Licht zu bringen, mit denen dieselben Frauen konfrontiert sind, wenn sie aus dem Ausland kommen.
In den Fotografien ihrer ersten Serie Qajar von 1998 lässt sich Ghadirian von Porträts inspirieren, die in dieser historischen Periode im Iran im späten 19. und frühen 20. Jahrhundert aufgenommen wurden. Sie definiert das Leben der heutigen iranischen Frau als außerhalb ihrer Zeit in einem scheinbaren Anachronismus, der diese Serie und damit Ghadirian weltweit anerkannt hat. Sie ließ sich von der Art der Studioporträts inspirieren, die erstmals Ende des 19. Jahrhunderts unter der Qajar-Dynastie (1794–1925) im Iran eingeführt wurden. Um die frühere Kulisse nachzubilden, verwendete Ghadirian entsprechend gemalte Kulissen und kleidete Models und Freunde in geliehene Vintage-Kleidung. Sie fügt diesen traditionellen Szenen moderne Anomalien hinzu, indem sie das Modell mit einer Pepsi-Dose, einem Ghettoblaster, einem Staubsauger oder, wie auf diesen Bildern, einem Fahrrad oder einer avantgardistischen Teheraner Zeitung posiert.
In der zweiten Serie Like Everyday aus dem Jahr 2000 gibt es eine klare Absicht, die Verantwortung zu kritisieren, die Frauen während ihres ganzen Lebens auferlegt wird. In ihnen wird das weibliche Gesicht durch ein Haushaltsgerät ersetzt, das kulturelle Unterschiede überschreitet und ihren Protest universell macht.
In West by East von 2004 porträtiert sie junge Iraner auf westliche Weise, indem sie ihre eigenen Fotografien ebenso retuschiert wie die Zensur die Bilder, die in westlichen Zeitschriften erscheinen, die in ihrem Land vertrieben werden.
Ctrl + Alt + Del, entstanden in 2006, ist eine Reflexion über Technologie, die sozialen und kulturellen Veränderungen, die diese mit sich bringt, und ihre Auswirkung auf die Identität des Individuums.
In der Serie Miss Butterfly, 2011, inszeniert sie die Notwendigkeit, sich selbst und das eigene Zuhause zu schützen. Sie entstand nach einer erzwungenen Unterbringung in der eigenen Wohnung und Episoden von Stress, die sie zwei Monate lang aus Angst vor einer Verhaftung in den Tagen zuvor und danach bis zu den Präsidentschaftswahlen 2009 erlitten hatte.
Ghadirian nahm an zahlreichen Wanderausstellungen und zwei Biennalen, 2003 in Sharjah und 2004 in Moskau, teil und ihre Arbeiten sind Teil privater und öffentlicher Sammlungen, darunter das Musée National d’Art Moderne und das Centre Georges-Pompidou in Paris sowie das Museum Moderner Kunst Stiftung Ludwig Wien.

## Ehrungen
Im Alter von 21 Jahren gewann sie einen Wettbewerb für ein Foto aus ihrer Qajar-Serie von zwei verschleierten Frauen, die einen Spiegel hielten, der ein Bücherregal reflektierte. Der Preis wurde zurückgezogen, nachdem das Kulturministerium entschieden hatte, dass das Foto zu umstritten war, und Ghadirian wurde von dem Wettbewerb ausgeschlossen.
Am 4. Februar 2009 ernannte sie The Guardian zum Artist of the Week 27.

## Einzelausstellungen
- 2011: Queen-Galerie, Kanada
- 2011: SilkRoad-Galerie, Teheran
- 2010: Gildenkunst, Mumbai, Indien
- 2009: Aeroplastics Contemporary, Belgien
- 2009: FCG Düsseldorf, Deutschland.
- 2009. Co2-Galerie, Rom
- 2009. Galerie Boudin Lebon, Paris
- 2008: Los Angeles County Kunstmuseum, Kalifornien
- 2008: Seidenstraße, Teheran
- 2008: Tasweer-Galerie, Indien
- 2007: B21 Galerie, Dubai
- 2007: Fotofestival von Istanbul
- 2006: Französisches Kulturzentrum, Damaskus, Syrien
- 2006: Al mamal Foundation2, Jerusalem, Palästina
- 2002: Villa Moda, Kuwait
- 2001: Ausstellung von Fnac, Frankreich
- 1999: Golestan-Galerie, Teheran

## Gruppenausstellungen
- 2011: Das französische Kulturzentrum. Rangun, Birma
- 2011: Birma-Foto. Spanisches Fest. Spanien
- 2011: Cooles Kunstcafe, Brüssel
- 2011: Boghossian-Stiftung, Brüssel
- 2011: Zendegi. Ausstellungszentrum Beiroot, Beirut
- 2011: Artespacio CAF. LaPaz, Bolivien
- 2011: Identität inszenieren, Galerie Kashya Hildebrand. Zürich, Schweiz
- 2011: Gesichtskontakt. Foto Spanien, Madrid.
- 2011: Idole und Ikonen. Yavuz-Kunst, Singapur
- 2011: Schwimmbad, Galerie Mohsen. Teheran
- 2011: Teheran-Monoxid-Projekt. Kherad-Schule, Teheran
- 2011: Oi Futuro. Rio de Janeiro, Brasilien
- 2010: Galerie Ernst Hilger, Wien, Österreich
- 2010: LTMH-Galerie, New York
- 2010: Starre auf die andere Seite. Albareh Kunstgalerie, Adlijah, Bahrein
- 2010: Barakat. Galerie Stefan Stux. New York
- 2010: Waterhouse & Dodd, London
- 2010: Die Seidenstraße, Saatchi-Galerie. Lille, Frankreich
- 2010: Festivalbilder, Vevey, Schweiz
- 2010: IRAN: Vorschau auf die Vergangenheit, Hochschule für Angewandte Kunst, Wien
- 2010: Akt des Glaubens, Abdijdmuseum Ten Duinen, Köksijde, Belgien
- 2009: Mall-Galerie. Masken von Shahrzad, London
- 2009: Purdy Hicks Galerie, London
- 2009: Schule. 165 Jahre iranische Fotografie. Teheran
- 2009: Rebelle. Kunst und Feminismus 1969–2009, Museum für Moderne Kunst. Arnheim, Niederlande
- 2009: Du Quai Branly-Museum, Paris
- 2009: Routen. Galerie Waterhouse & Dodd, London
- 2009: Gildenkunstgalerie, New York
- 2009: Arario-Galerie, New York
- 2009: Das Gesehene und das Verborgene. Österreichisches Kulturforum, New York
- 2008: Wort in die Kunst. DIFC. Dubai, VAE
- 2008: Cramer Contemporary, Genua
- 2008: Experimentelle Galerie. Toulouse, Frankreich
- 2007: Fotofestival Norderlicht, Niederlande
- 200:7 La Paz, Bolivien
- 2007: Kongresszentrum von San Diego. San Diego, Kalifornien
- 2007: Seidenstraße. Teheran
- 2006: Gesegnet sind die Barmherzigen. Feige Zeitgenössisch. New York
- 2006: Kunstraum Witzenhausen. Amsterdam, Niederlande
- 2006: Der verschleierte Spiegel. Zeitgenössische iranische Fotografie, De Santos-Galerie. Houston, Texas.
- 2006: Word into Art: Künstler des modernen Nahen Ostens. Das Britische Museum. London
- 2006: Bild des Nahen Ostens, Dänemark
- 2006: Ey Iran, Zeitgenössische iranische Fotografie. Gold Coast City Kunstgalerie, Australien
- 2006: Darstellung und Gebrauch des Körpers in der Kunst. Galerie Helene Lamarque. Paris, Frankreich
- 2006: Le Rectangle. Lyon, Frankreich
- 2006: Selyemes Fenyek. Budapest, Ungarn
- 2006: Einweihung in Tucumán, Mexiko
- 2005: Wie der Osten den Westen betrachtet, CCCB. Barcelona, Spanien
- 2005: Galerie des rebellischen Geistes. Berlin, Deutschland
- 2005: Fotokunstfestival Polen
- 2005: Gruppenausstellung. Nach der Revolution. San Sebastián, Spanien
- 2005: Aeroplastics Gallery. Brüssel, Belgien
- 2005: N-Galerie. Georgia
- 2005: Galata Fotografhanesi. Istanbul
- 2005.Galerie Boudin Lebon. Paris
- 2005: Galerie der dritten Linie. Dubai, VAE
- 2004: Kunstmuseum von San Jose. New York
- 2004: Das Haus der Kulturen der Welt. Berlin, Deutschland
- 2004: Fotobiennale von Moskau. Moskau, Russland
- 2004 Parlament von Brüssel. Brüssel. Belgien
- 2004.Fotobiennale von Luxemburg. Luxemburg
- 2004: Chobi Mella 3, Bangladesch
- 2003: Harem Fantasien und die neuen Scherzaden. Spanien und Frankreich
- 2003: Sharjah Internationale Biennale 6. Sharjah. VAE
- 2003: Frauen im Orient – Frauen im Okzident. Deutschland
- 2003: Konstmuseum Gutenberg, Schweden
- 2003: Ville de Bologna, Frankreich
- 2003: Schleierausstellung. Die neue Kunstgalerie. Walsall, Liverpool, Oxford
- 2003: Universität Sorbonne. Paris
- 2002: Seidenstraßengalerie. Teheran
- 2002: Das Museum für zeitgenössische Kunst, Teheran
- 2002: Thessaloniki Museum of Photography (Einblicke in den Iran), Thessaloniki
- 2001: Eine Weltraumgalerie. Toronto
- 2001: Barbican Art Center (iranische zeitgenössische Kunst). London
- 2001: Photospania-Festival. Spanien
- 2001: Grüße Persans. Raum Elektra. Paris. Frankreich
- 2000: Erbschaft, Leiton House Museum. London
- 2000: Nikolaj Contemporary Art Center Kopenhagen. Dänemark
- 2000: Ballymena-Kunstfestival. Nordirland
- 2000: Das Haus der Kulturen der Welt, Berlin, Deutschland
- 2000: Die Stiftung für iranische Frauenstudien. Worth Ryder Gallery an der University of California, Berkeley
- 1999: Leighton House Museum, London
- 1998: Sooreh Internationale Fotoausstellung, Teheran
- 1998: Barg-Galerie, Teheran
- 1997: Gruppenausstellung (Über Kinder) Aria Gallery, Teheran
- 1997: Teheran Internationale Dokumentarfotoausstellung, Teheran